# San Lunes
San Lunes (o lunes mexicano) es un día festivo ficticio del calendario gregoriano que corresponde a un santo católico imaginario. Se usa para referir a la ausencia laboral crónica del lunes. Este mismo día, la pereza se resume con el dicho: "El lunes, ni las gallinas ponen".
El “San Lunes” mexicano también evoca la caprichosa necesidad de adoptar las conductas del día viernes el primer día de la semana, con esto el día lunes se convierte en un inicio de fin de semana al arrancar esta, es decir salir con los compañeros de trabajo a convivir en un ambiente con un poderoso bouquet de bebidas embriagantes que no necesariamente se consumen con responsabilidad naciendo en el San Lunes la muy conocida frase de “La Maldición Gitana” pues quien bebe alcohol el lunes lo beberá durante toda la semana.[cita requerida]
En las sociedades preindustriales, la atención que en la labor se presta al tiempo depende en gran medida de Ia necesidad de sincronización del trabajo. Mientras la industria de manufactura se mantuvo en una escala doméstica o de pequeño taller, sin una ardua división de la producción, el grado de sincronización que se requería era laxo, y prevalecía la orientación al quehacer. De este modo se dice que el San Lunes era venerado casi universalmente allí donde existiera una industria de pequeña escala, doméstica y a domicilio, extendiéndose incluso hasta bien entrado el siglo XIX. Incluido en algunos oficios, los pequeños patronos ingleses aceptaron la institución del San Lunes y empleaban ese día para tomar o entregar trabajo. Este ritmo de trabajo irregular se asocia generalmente a la embriaguez producto del alto consumo del fin de semana: San Lunes es uno de los blancos de muchos tratados victorianos de abstinencia.
Como sostiene Edward Thompson:
“Es, de hecho, en el relato de «un Viejo AIfarero» publicado en fecha tan tardía como 1903 donde encontramos las observaciones más perspicaces sobre los ritmos de trabajo irregulares que continuaron en los alfares más antiguos hasta mediados de siglo. Los alfareros (en los años 1830 y 1840) «sentían una devota veneración por San Lunes». A pesar de que la costumbre de contratación anual prevaleció, los ingresos semanales reales se hacían en trabajo a destajo, empleando los alfareros especializados a niños y trabajando con poca vigilancia, a su propio ritmo. Niños y mujeres trabajan los lunes y martes, pero reinaba un «sentimiento de fiesta» y la jornada era más corta que de costumbre, ya que los alfareros estaban ausentes gran parte del tiempo, bebiéndose lo ganado la semana previa. Los niños, no obstante, debían preparar material para e! alfarero (por ejemplo, las asas de los cacharros que él modelaría) y todos sufrían por la cantidad excepcional de horas (catorce y algunas veces dieciséis al día) que se trabajaban de miércoles a sábado.” />  

La idea es retomada en los albores de la revolución industrial, cuando se comienza a parametrizar tiempo de trabajo / ocio. En Inglaterra se utilizó la expresión San Lunes o Saint Monday para denunciar esa jornada en que el trabajador evitaba sus tareas.[cita requerida]
"Los Cuchilleros Joviales", canción de Sheffield de finales del S XVIII:[cita requerida]
Como en un buen San Lunes,
Sentado al fuego de la herrería,
Contando lo hecho ese Domingo,
Y conspirando en alegre regocijo,
Pronto oigo levantarse la trampilla,
En la escalera está mi esposa:
"Maldito seas, Jack, te voy a desempolvar los ojos,
Llevas una agraviante vida de borracho;
Estás aquí en lugar de trabajar:
Con la jarra en las rodillas;
Maldito seas, que siempre estás ocioso.
Y yo trabajo como una esclava para ti"